# 여총리 비르기트
《여총리 비르기트》(덴마크어: Borgen 보르겐[*])는 덴마크의 방송국 DR1에서 방송하는 텔레비전 정치 드라마이다. 덴마크 수도 코펜하겐에 위치한 크리스티안스보르 성을 배경으로 한다. 주인공 비르기트 뉘보르가 권력을 잡은 후, 현실과 이상 사이에서 갈등하며 임기를 수행하는 정치 일대기를 그린 드라마이다. 카밀라 해머리시와 쇠렌 크라우-야콥슨이 제작하였으며, 덴마크에서는 2010년 10월 26일부터 2013년 3월 10일까지 방영되었다.
보르겐(Borgen)은 덴마크어로 성(城, Castle)을 뜻하며 덴마크의 의회와 정부 청사가 함께 있는 종합청사, 혹은 정부(Government)를 뜻하는 속어이기도 하다. 이 드라마는 미국에서 리메이크된 덴마크의 스릴러 드라마 '킬링'의 제작진이 제작하여 덴마크에서 화제가 되었는데, 덴마크에서 1기가 방영되었을 당시에 53%라는 기록적인 평균 시청률을 기록하였다. 이는 덴마크 총 인구 548만 명 중 151만 명이 시청한 것으로 1기에서 최고 시청률을 기록하였을 당시에는 161만 명이 시청하였다. 2기가 방영되는 동안에도 시청률이 지속적으로 증가하여 방영 도중 200만명의 시청률을 기록하였으며, 2013년 봄에는 3기가 방송되었다. 2012년에는 미국의 NBC가 리메이크 드라마를 제작한다는 계획을 밝혔다. Borgen은 여총리 비르기트라는 이름으로 2011년 12월부터 2012년 2월까지 대한민국의 종편 채널 JTBC에서 방영되었고, 2012년 10월 16일부터는 CNTV에서 방영되었다.

## 주요 인물
- 비르기트 뉘보르 크리스텐센(Birgitte Nyborg Christensen) : 시세 바베트 크누센 / 문선희

온건당 대표이다. 원칙주의자이며 진심을 담은 연설로 사람들의 마음을 사로잡는다. 선거 1일전 헤셀보우 총리(자유당 소속)의 공금횡령 스캔들 보도 이후 노동당의 네거티브 전략에서 등을 돌린 유권자들의 지지를 받아 선거에서 평상시의 2배 이상의 의석인 15석을 획득한 후 연합정부 구성에서 주도를 차지하게 되고 결국 덴마크 최초의 여성 총리가 된다. 권력을 잡은 후 유능한 정치인으로서의 모습을 마음껏 펼치지만 총리로서의 과중한 업무로 가족과 갈등을 빚게 된다. 결국 남편과 이혼하게 되지만, 정치인으로서는 흔들리지 않는 모습을 보여준다. 시즌1이 끝나는 시점에서는 날이 갈수록 떨어지는 온건당의 지지율 속에서 정부를 유지하기 위해 안간힘을 다한다. 시즌2에서는 녹색당의 연립정부 탈각에서 엄청난 위기를 받게되고 노동당의 엄청난 압력을 받지만 캐스퍼의 도움으로 위기를 견뎌낸다. 유능한 주변 사람들의 충직한 조언을 적절하게 받아들이고 뚝심을 지켜서 권력이나 외압에 타협하지 않는 정치인의 모습을 보여준다. 부모가 이혼하고, 끊임없는 언론의 관심을 받는 등, 총리의 자녀라는 부담감이 너무나 커서였는지 시즌2에서 비르기트의 딸이 불안발작에 걸리게 된다. 딸의 상태가 호전되기는커녕 오히려 약 복용을 거부하는 등 상태가 심각해지자, 비르기트는 총리직에서 임시로 물러나 있기로 결정한다. 이로 인해 비르기트가 '여성'이라는 점을 들어 총리직을 수행하기에 부적절하다는 공격에 시달리고 지지율은 떨어지지만 엄마로서 딸이 다 나을 때까지 일에서 물러나 있기로 한 마음이 변하지는 않는다. 시즌 2 피날레에서는 자신의 딸의 건강도 되찾고, 여러 가지 스캔들로 통과가 힘들어 보였던, 자신이 추진한 사립병원 지원금 폐지 법안을 통과시키고 'Extraordinary Remark'를 통해 내각을 해산하고 재선거를 부른다.
- 카트리나 폰스마르크(Katrine Fonsmark) : 비르기테 요르트 쇠렌센 / 소연

야망이 넘치는 언론인으로, TV1의 인정받는 간판 앵커이다. 헤셀보우의 보좌관 올레와 불륜 관계였으며, 올레 사망 이후 전남자친구인 캐스퍼와 자주 부딪히게 된다. TV1 정치부장인 한네의 알코올중독 사실이 드러나면서 29살의 나이로 메인뉴스 앵커를 맡게 되지만 TV1이 시청률만을 쫓고 자신의 뜻과 반대로 일이 흘러가자 사표를 쓰고 라우게슨이 이직한 타블로이드 언론사 <EKSPRES>로 이직하게 된다. 그러나 시즌2에서 '트롤스 흑센하겐'의 동성연애설 조작을 계기로 라우게슨과 심한 갈등을 겪은 뒤 한네와 다시 TV1에 복귀하게 된다. 대체로 비르기트의 논조나 정책에 공감하지만 언론인으로서 비판적인 자세를 잃지 않는 프로의 모습을 보인다. 정의를 추구하며 불의를 참지 못하는 성격이다. 그러나 4화 <100 Days>에서는 비르기트 정부를 무너뜨릴 수 있는 정보를 입수하여 보도하기도 하는데, 비르기트 몰래 보좌관이 TV1에 압력을 행사하여 보도를 덮어버리자 언론탄압을 명분으로 비르기트와 갈등한다. 시즌 2에서 캐스퍼가 자신이 어릴때 아버지에게 성가학을 당했었고, 그래서 자신의 과거를 숨겼다는 것을 알게되자 캐스퍼를 이해하고, 다시 사귀게 된다.
- 캐스퍼 율(Kasper Juul) : 필로우 아스베크 / 이재용

비르기트 뉘보르의 홍보담당 보좌관이다. 언론인 출신으로 네거티브 전략을 사용하기도 하는 전술가. 이 부분에서 비르기테와 갈등을 겪기도 하지만 비르기테가 원하는 대로 연설문을 뽑아내는 유능한 인재. 카트리나의 전 남자친구이지만 계속 카트리나를 사랑하고 있으며, 총선 3일전 올레가 죽자 카트리나가 올레와 불륜관계였다는 걸 알게된다. 카트리나와 헤어진 까닭은 캐스퍼가 '가족에 대해 비밀이 많아서'인데, 이것은 시즌2에서 자신이 어린 시절 아버지에게 성적인 학대를 당해서였다는 것이 밝혀진다. 여성 편력이 있지만 사랑하는 것은 카트리나 뿐이며, 올레 달이 죽은 그날 밤 카트리나의 부탁으로 올레와 카트리나의 불륜 사실을 은폐하기 위해 사건 현장을 정리하던 중 헤셀보우의 공금횡령 영수증을 얻게 되고, 이를 비르기트에게 알리지만 비르기트가 네거티브 전략을 거부하자 노동당 후보 라우게슨에게 영수증을 건네주게 된다. 총선 하루 전, TV 토론회 시작 전 캐스퍼는 라우게슨에게 영수증에 대해 언급하지 말것을 당부하지만, 라우게슨은 이를 무시하고, 자유당과 노동당의 진흙탕 싸움으로 인해 결국 비르기트가 선거에서 압승하고 총리로 당선된다. 한편 선거가 끝난 후 비르기트에게 해고당하고 TV1에서 잠시동안 일하게 되지만, 입각이후 여러 사건이 일어나면서 홍보전문가가 절실해진 비르기트의 내각으로 다시 돌아오게 된다.
- 벤트 세조로(Bent Sejrø) : 라르스 크누트손

온건당의 의원이자 비르기트의 지지자이며, 비르기트의 집권 이후 재정부 장관을 맡게된다. 시즌1 피날레에서 갈수록 높아지는 노동당의 지지율에 압력을 받아 결국 사임하게 된다. 비르기트에게 진심어린 조언을 해주는 유일한 Borgen에서의 '친구'이다. 한편, 사임한 후 비르기트에 의해 EU 덴마크 대표자로 지명되는데, 건강이 급속도로 나빠져 뇌경색이 일어난다. 생사를 장담할 수 없는 상태였지만 건강을 회복하고 에피소드 17부터 다시 비르기트의 조언자가 되어준다.
- 미켈 라우게슨(Michael Laugesen) : 페테르 뮈그린 / 임진응

총선에서 노동당의 대표로 출마하였다가 헤셀보우 흑색선거 사건으로 당과 지지자들의 신임을 잃고 자리에서 쫓겨나 특종위주의 타블로이드지 <EKSPRES>의 사장을 맡게된다. 총선 당시 라우게슨은 유력한 총리 후보였는데, 결국 비르기트의 보좌관으로 인해 권력을 놓쳐버려 비르기트에 대한 악감정을 가지고 있다. 그러나 이메일 유출로 자신을 결정적으로 정계에서 은퇴하게 만든 트롤스 흑센하벤에 대해서는 엄청난 악감정을 가지고 있다. 이후 끊임없이 <EKSPRES>를 통해 비르기트에 대한 의혹을 제기하고 정부를 무너뜨리려한다. 14화에서, 트롤스 흑센하벤이 성적소수자라는 정계의 루머를 특종화하기 위해 청소년을 매수하여 트롤스 흑센하벤의 방으로 보내 관계를 맺게하는데, 이것을 도촬하고 트롤스에게 보도하겠다고 협박하자 공황에 빠진 트롤스 흑센하벤이 자살하는 사태가 벌어진다. 한편, 14화에서 지지율이 날이 갈수록 오르던 노동당의 유력한 차기 총리 후보로 트롤스가 지명되었는데, 극중 시간상 이틀이 지나기도 전에 트롤스는 자살하게 되었다.

### 출연 가상 정당
- 자주당 - 극우정당, 덴마크의 Danish People's Party와 비슷함.
- 자유당 - 보수주의정당, 덴마크의 Liberal Party와 비슷함.
- 뉴라이트당 - 뉴라이트정당, 덴마크의 Conservative People's Party와 비슷함.
- 온건당 - 중도주의정당, 덴마크의 Social Liberal Party와 비슷함
- 노동당 - 중도진보정당, 덴마크의 Social Democrats와 비슷함.
- 녹색당 - 환경주의정당, 덴마크의 Socialist People's Party와 비슷함.
- 연대당 - 극좌정당, 덴마크의 Red-Green Alliance와 비슷함.

### 출연 가상 언론
- TV1 - 메인 방송국, 덴마크의 DR과 비슷함.
- CH2 - 방송국, 덴마크의 TV2와 비슷함.
- EKSPRES - 타블로이드 신문사, 덴마크의 Ekstra Bladet과 비슷함.

## 에피소드

### 1기
- 비르기트 뉘보르의 임기 1~2년을 다루었다.

| 에피소드 | 덴마크어 타이틀               | 영어 타이틀                              | 최초 덴마크 방영일 (DR1) |
| -------- | ----------------------------- | ---------------------------------------- | ------------------------ |
| 1        | Dyden i midten                | Decency in the Middle                    | 2010년 9월 26일          |
| 2        | Tæl til 90                    | Count to 90                              | 2010년 10월 3일          |
| 3        | Det muliges kunst             | The Art of the Possible                  | 2010년 10월 10일         |
| 4        | Hundrede dage                 | 100 Days                                 | 2010년 10월 17일         |
| 5        | Mænd der elsker kvinder       | Men Who Love Women                       | 2010년 10월 24일         |
| 6        | Statsbesøg                    | State Visit                              | 2010년 10월 31일         |
| 7        | Ikke se, ikke høre, ikke tale | See No Evil, Hear No Evil, Speak No Evil | 2010년 11월 7일          |
| 8        | Agurketid                     | The Silly Season                         | 2010년 11월 14일         |
| 9        | Del og hersk                  | Divide and Rule                          | 2010년 11월 21일         |
| 10       | Første tirsdag i oktober      | The First Tuesday in October             | 2010년 11월 28일         |

### 2기
2기는 1기보다 현실적이게 이야기를 풀어냈다는 평가를 받았다. 2기는 10화에서 11개월 후부터 시작해 비르기트 뉘보르의 임기 4년차를 다룬다. 20화에서는 비르기트 뉘보르가 강력히 추진한 법안을 가까스로 통과시키고 난 후, 'Extraordinary Remark'로 의회를 해산하고 극이 끝난다. (의원내각제 국가에서는 총리의 권한으로 의회를 해산할 수 있고 이 경우 총선까지 시간이 얼마나 남았는지에 상관없이 몇달 후로 앞당겨서 진행된다.)
| 에피소드 | 덴마크어 타이틀                             | 영어 타이틀                                         | 최초 덴마크 방영일 (DR1) |
| -------- | ------------------------------------------- | --------------------------------------------------- | ------------------------ |
| 11       | 89.000 børn                                 | 89,000 children                                     | 25 September 2011        |
| 12       | I Bruxelles kan ingen høre dig skrige       | In Brussels No One Hears You Scream                 | 2 October 2011           |
| 13       | Den sidste arbejder                         | The Last Worker                                     | 9 October 2011           |
| 14       | Op til kamp                                 | Battle Ready                                        | 16 October 2011          |
| 15       | Plant et træ                                | Plant a Tree                                        | 23 October 2011          |
| 16       | Dem & Os                                    | Them and Us                                         | 30 October 2011          |
| 17       | Hvad Indad Tabes, Skal Udad Vindes - Del I  | What Is Lost Inwardly Must Be Won Outwardly Part I  | 6 November 2011          |
| 18       | Hvad Indad Tabes, Skal Udad Vindes - Del II | What Is Lost Inwardly Must Be Won Outwardly Part II | 13 November 2011         |
| 19       | Privatlivets fred                           | The Sanctity of Private Life                        | 20 November 2011         |
| 20       | En bemærkning af særlig karakter            | An extraordinary remark                             | 27 November 2011         |

### 3기
DR1에 따르면 3기는 2012년 가을부터 제작하여 2013년 1월부터 3월까지 모두 방영했다.

## 같이 보기
- 대물 (드라마)